# Brenda Jones (athlétisme)
Pour les articles homonymes, voir Brenda Jones et Jones.
Brenda Jones, née le 17 novembre 1936, est une athlète australienne, qui après son mariage a aussi été connue sous le nom de Brenda Carr.
En 1958, pendant les championnats nationaux, elle a remporté le 440 yard et le 880 yard. En 1960, elle ne se classait que cinquième sur 440 yard mais remportait l'argent sur 880 yard. La même année, aux Jeux olympiques de Rome, elle remportait la médaille d'argent du 800 m derrière la Soviétique Lyudmila Shevtsova.

## Palmarès

### Jeux olympiques d'été
- Jeux olympiques d'été de 1960 à Rome ( Italie)
  -  Médaille d'argent sur 800 m

## Sources
- (en) Cet article est partiellement ou en totalité issu de l’article de Wikipédia en anglais intitulé « Brenda Jones » (voir la liste des auteurs).